# Silvia
Silvia oder Sylvia ist ein weiblicher Vorname.

## Herkunft und Bedeutung des Namens
Der Name kommt aus dem Lateinischen, wo silva Wald bedeutet. Daher wird die Bedeutung von Silvia/Sylvia oft als Königin des Waldes oder Herrin des Waldes angegeben. Ein weiterer Zusammenhang könnte auch zu einer Form der Luftgeister – der Sylphen – bestehen, die zugleich auch die Luftelementaren der griechischen Überlieferung sind. Unumstritten ist die Beziehung zu Rhea Silvia, der Mutter von Romulus und Remus.
Eine Heilige Silvia, die Mutter des Papstes Gregor des Großen, starb um das Jahr 592. Ihr Gedenktag und Namenstag ist der 3. November.

## Varianten
Silva, Silvana, Silvie, Sylva, Silvija (serbokroatisch), Silvy, Sylviane, Sylvie, Sylwia (Polen), Szilvia (Ungarn)

## Namensträgerinnen

### Silvia
- Silvia (* 1943), schwedische Königin

- Silvia Bovenschen (1946–2017), deutsche Literaturwissenschaftlerin und Autorin
- Silvia Busuioc (* 1989), moldauisch-italienische Bühnen-, Fernseh- und Filmschauspielerin
- Silvia Cuminetti (* 1985), italienische Skibergsteigerin
- Silvia Davidoiu (* 1967), rumänische Diplomatin
- Silvia Fernández de Gurmendi (* 1954), argentinische Rechtswissenschaftlerin
- Silvia Fuhrmann (* 1981), österreichische Politikerin
- Silvia Gajdošová (* 1975), slowakische Fußballnationalspielerin
- Silvia Glogner (1940–2011), deutsche Schauspielerin
- Silvia Kronberger (* 1954), österreichische Soziologin und Hochschullehrerin
- Silvia Kumpan-Takacs (* 1979), österreichische Politikerin (SPÖ)
- Silvia Marciandi (* 1963), italienische Freestyle-Skierin
- Silvia Mezzanotte (* 1967), italienische Sängerin
- Silvia Mißbach (* 1964), deutsche Schauspielerin, Hörspiel- und Synchronsprecherin
- Silvia Neid (* 1964), deutsche Fußballspielerin und -trainerin
- Silvia Di Pietro (* 1993), italienische Schwimmerin
- Silvia Schneider (* 1982), österreichische Fernsehmoderatorin, Schauspielerin, Modedesignerin und Juristin
- Silvia Schuster (* 1952), deutsche Juristin
- Silvia Seidel (1969–2012), deutsche Schauspielerin
- Silvia Solar (1940–2011), französische Schauspielerin
- Silvia Steiner (* 1958), Schweizer Politikerin (Die Mitte, CVP) und Staatsanwältin
- Silvia Treimer (* 1970), deutsche Skibergsteigerin

### Sylvia
- Sylvia (* 1956), US-amerikanische Country-Sängerin

- Sylvia Bataille (1908–1993), französische Schauspielerin
- Sylvia Beach (1887–1962), US-amerikanisch-französische Buchhändlerin und Verlegerin
- Sylvia Bretschneider (1960–2019), deutsche Politikerin (SPD)
- Sylvia Chang (* 1953), taiwanische Schauspielerin, Sängerin, Regisseurin, Drehbuchautorin und Filmproduzentin
- Sylvia Earle (* 1935), US-amerikanische Ozeanografin und Umweltaktivistin für den Schutz der Meere
- Sylvia Eckermann (* 1962), österreichische Medienkünstlerin
- Sylvia Engelmann (* 1958), deutsche Schauspielerin, Tänzerin, Fotomodell und Schriftstellerin
- Sylvia Garcia (* 1950), US-amerikanische Politikerin
- Sylvia Haider (* 1959), österreichische Schauspielerin und Drehbuchautorin
- Sylvia Hanika (* 1959), deutsche Tennisspielerin
- Sylvia von Harden (1894–1963), deutsche Lyrikerin und Journalistin
- Sylvia Hoeks (* 1983), niederländische Schauspielerin
- Sylvia Kristel (1952–2012), niederländische Schauspielerin
- Sylvia Krupicka (* 1960), deutsche Literaturvermittlerin und Lyrikerin
- Sylvia Lance Harper (1895–1982), australische Tennisspielerin
- Sylvia Leifheit (* 1975), deutsche Schauspielerin und Autorin
- Sylvia Likens (1949–1965), US-amerikanisches Mordopfer
- Sylvia Löhrmann (* 1957), deutsche Politikerin (Bündnis 90/Die Grünen)
- Sylvia Lott (* 1955), deutsche Journalistin und Autorin
- Sylvia Lukan (* 1942), österreichische Schauspielerin
- Sylvia Manas (1948–1977), österreichische Schauspielerin
- Sylvia Mayer (* 1978), deutsche Schauspielerin
- Sylvia Mechsner (* 1972), deutsche Gynäkologin, Professorin für Endometrioseforschung
- Sylvia Michel (1935–2025), Schweizer Pfarrerin
- Sylvia Michel (* 1972), deutsche Fußballspielerin
- Sylvia Miles (1924–2019), US-amerikanische Schauspielerin
- Sylvia Millecam (1956–2001), niederländische Schauspielerin
- Sylvia Agnes Muc (* 1973), deutsche Schauspielerin
- Sylvia Paletschek (* 1957), deutsche Neuzeithistorikerin
- Sylvia Pankhurst (1882–1960), kommunistische Frauenrechtlerin und Aktivistin der Suffragettenbewegung
- Sylvia Plath (1932–1963), US-amerikanische Lyrikerin und Schriftstellerin
- Sylvia Robinson (1936–2011), US-amerikanische Sängerin, Musikerin und Produzentin
- Sylvia Roll (* 1973), deutsche Volleyball-Nationalspielerin
- Sylvia Saringer (* 1971), österreichische Moderatorin
- Sylvia Schenk (* 1952), deutsche Juristin und Leichtathletin
- Sylvia Schwarz (* 1969), deutsche Schauspielerin und Hörspielsprecherin
- Sylvia Sidney (1910–1999), US-amerikanische Schauspielerin
- Sylvia Stave (1908–1994), schwedische Designerin
- Sylvia Steiner (* 1953), brasilianische Juristin, ehemalige Richterin am Internationalen Strafgerichtshof in Den Haag
- Sylvia Steiner (* 1982), österreichische Sportschützin
- Sylvia Stolz (* 1963), deutsche Strafrechtsverteidigerin
- Sylvia Syms (1934–2023), britische Schauspielerin
- Sylvia Vrethammar (* 1945), schwedische Sängerin
- Sylvia Wempner (* 1954), deutsche Schauspieldozentin
- Sylvia Wilz (* 1964), deutsche Soziologin
- Sylvia Wintergrün (* 1957), deutsche Schauspielerin und Sängerin
- Sylvia Zacharias (1944–2022), deutsche Journalistin

### Sylviane
- Sylviane Agacinski (* 1945), französische Philosophin und Schriftstellerin
- Sylviane Berthod (* 1977), Schweizer Skirennläuferin
- Sylviane Félix (* 1977), französische Sprinterin
- Sylviane Muller (* 1952), französische Immunologin und Hochschullehrerin
- Sylviane Puntous (* 1963), kanadische Triathletin
- Sylviane Telliez (* 1942), französische Sprinterin

### Silvie, Sylvie
- Sylvie Blum (* 1967), österreichische Fotografin, ehemals Fotomodell
- Silvie Defraoui (* 1935), Schweizer Künstlerin
- Sylvie Fleury (* 1961), Schweizer Performance- und Objektkünstlerin
- Sylvie Goulard (* 1964), französische Politologin, Politikerin (MoDem) und Essayistin
- Sylvie Guillem (* 1965), französische Tänzerin und Choreografin
- Sylvie Hubac (* 1956), französische Politikfunktionärin
- Sylvie Le Bon de Beauvoir (* 1941), französische Schriftstellerin und Philosophieprofessorin
- Sylvie Meis (* 1978), niederländische Moderatorin, Schauspielerin und Fotomodell
- Sylvie Nantcha (* 1974), deutsche Germanistin und Politikerin (CDU) mit kamerunischen Wurzeln
- Sylvie Nicol (* 1973), französische Managerin, seit 2019 im Vorstand des Henkel-Konzerns
- Silvie Polášková (* 1998), tschechische Handballspielerin
- Sylvie Rohrer (* 1968), Schweizer Schauspielerin
- Sylvie Schenk (* 1944), deutsch-französische Schriftstellerin
- Sylvie Testud (* 1971), französische Schauspielerin
- Sylvie Valayre (* 1964), französische Opernsängerin (Sopran)
- Sylvie Vartan (* 1944), französische Sängerin
- Sylvie Winter (* 1945), deutsches Fotomodell

## Weitere Namensgebungen
- Silvia (Kolumbien), kolumbianische Gemeinde
- Silvia (Schiff, 1901), Truppentransport- oder Auswandererschiff
- Silvia (Schiff, 1928), Fahrgastschiff
- (87) Sylvia, Asteroid des Hauptgürtels